# Demetrius Rozenits
Demetrius Rozenits oder auch Rozenich (* 26. Oktober 1874 in Großwarasdorf, Burgenland; † 18. Januar 1933 in Parndorf, Burgenland) war ein österreichischer Geistlicher und Politiker. Er war Angehöriger der Volksgruppe der Burgenlandkroaten.

## Leben
Demetrius Rozenits, der Sohn eines Bauern, absolvierte die Volksschule und das Gymnasium und studierte im Anschluss daran, von 1894 bis 1898, Theologie in der ungarischen Stadt Győr. Noch im selben Jahr, 1898, wurde er zum Priester geweiht.
In den kommenden fünf Jahren war Rozenitzs als Kaplan und Seelsorger in Jánossomorja und Parndorf tätig, ehe er im Jahr 1903 zum Pfarrer der Gemeinde in Neudorf ernannt wurde. Als 1928 Parndorf und Neudorf zur Gemeinde Parndorf fusionierten, übernahm Rozenits ab 1928 bis zu seinem Ableben auch die Leitung der Gemeinde Parndorf.
Im November 1923 wurde Rozenits als Abgeordneter der Christlichsozialen Partei (CSP) in den Nationalrat gewählt. Doch nach nur zwei Monaten Amtszeit, schied er Anfang Januar 1924 aus dem noch jungen demokratischen Gremium aus.
Rozenits kümmerte sich als Mitglied im Kroatischen Kulturbund um die Interessen seiner Volksgruppe, der Burgenlandkroaten. Da er auch zum Vizepräsidenten des Verbandes landwirtschaftlicher Spirituosenbrennereien in Österreich gewählt wurde, trug er auch zum wirtschaftlichen Aufschwung Burgenlands in der Zwischenkriegszeit auf.
1932, kurz vor seinem Tod, wurde ihm der Titel Geistlicher Rat verliehen.